# Route 201 (Alberta)
La Route 201, mieux connue par ses noms officiels de Stoney Trail et de Tsuut'ina Trail, est une route de 101 km (63 mi) entourant la ville de Calgary, Alberta. Elle permet d'éviter les routes congestionnées du centre-ville que sont la route 1 (16 Avenue N) et la route 2 (Deerfoot Trail). À son point le plus achalandé, près de Beddington Trail au nord de la ville, l'autoroute à six voies a enregistré un trafic moyen de près de 70 000 véhicules quotidiens en 2023. Elle fait partie du corridor CANAMEX qui relie Calgary à Edmonton et à l'I-15 aux États-Unis via les routes 2, 3 et 4.

## Description du tracé

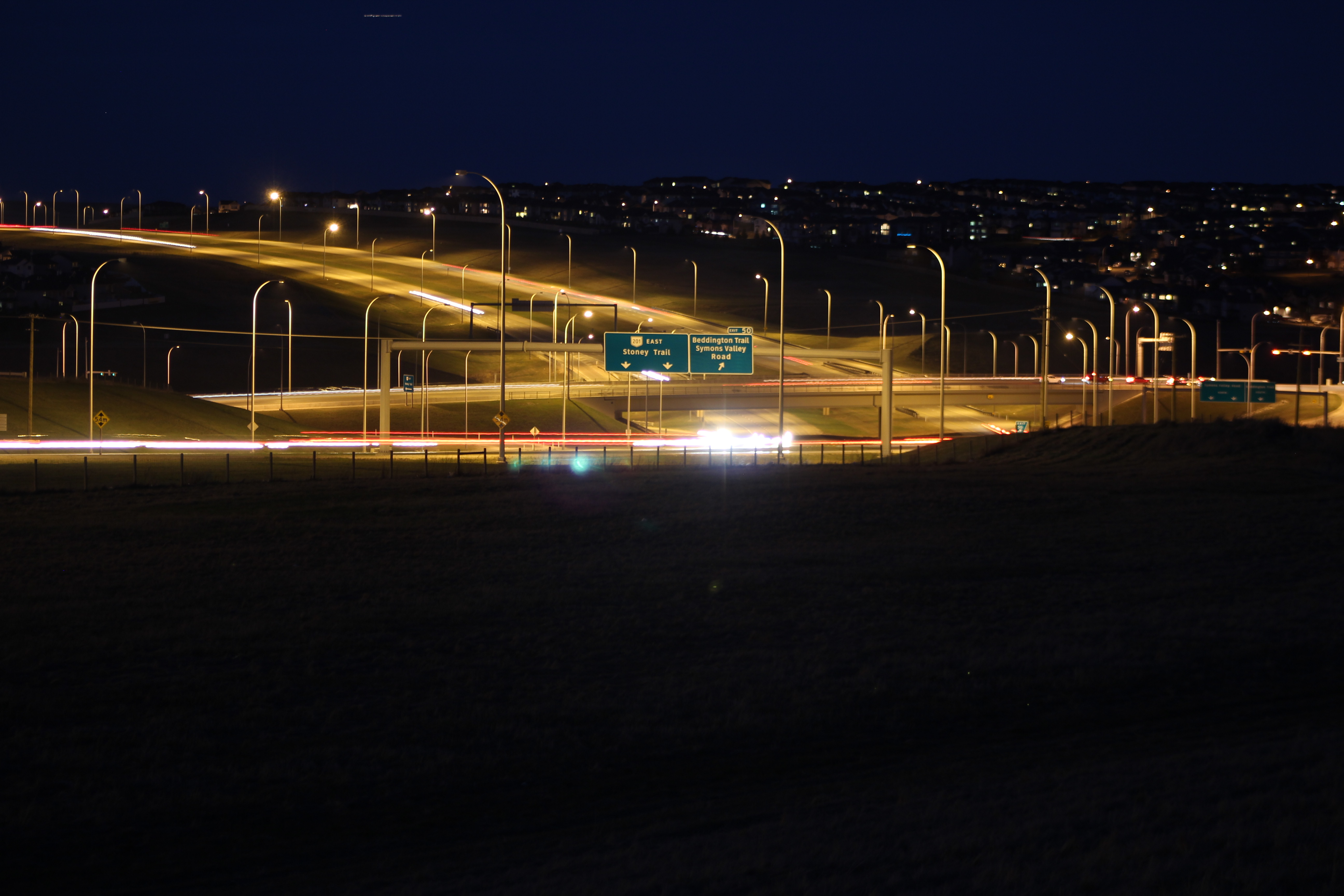
Beddington Trail traversant la Stoney Trail vue vers l'est

Le point de départ officiel de la route de ceinture est l'échangeur avec la route 2 (Deerfoot Trail) au sud-est de Calgary, avec les numéros de sorties allant en augmentant alors que l'autoroute progresse dans le sens horaire. À l'ouest de Deerfoot Trail, elle traverse la rivière Bow et Macleod Trail avant de bifurquer vers le nord et de devenir Tsuut'ina Trail alors qu'elle entre dans la Nation Tsuutʼina. Au nord de la rivière Elbow, le nom de la route redevient Stoney Trail alors qu'elle rencontre la route 8. Elle bifurque vers le nord et rencontre la route 1 et traverse à nouveau la rivière Bow. Elle passe dans les collines du nord de Calgary et progresse vers l'est et croise la route 2 (Queen Elizabeth II Highway). Elle bifurque ensuite vers le sud et croise à nouveau la route 1 et Glenmore Trail avant de revenir vers l'ouest pour compléter la boucle alors qu'elle rencontre à nouveau la route 2 (Deerfoot Trail).

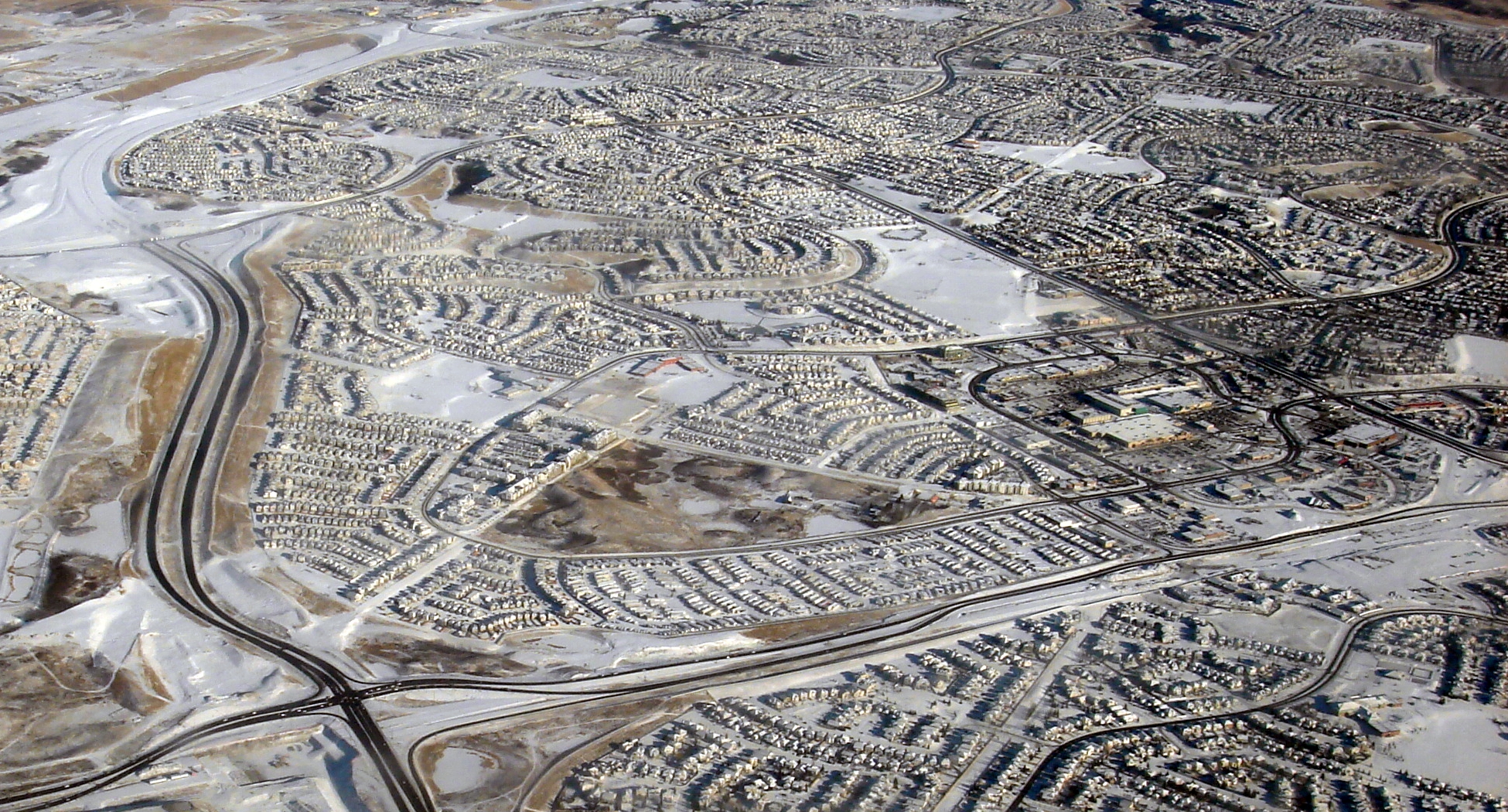
Stoney Trail à Crowchild Trail

Le nom de la route, "Stoney", dérive de la Première nation Nakoda. La construction s'est éhelonnée sur plusieurs années et a commencé au nord-ouest de Calgary comme voie rapide dans les années 1990. Progressivement, la construction s'est étendue en sens horaire en direction de la Deerfoot Trail avant que deux partenariats public-privé (PPP) ne soient complétés au nord-est et au sud-est de la ville en 2009 et en 2013, respectivement. Après des décennies d'embuches liées à l'acquisition des droits de passage auprès de la Nation Tsuutʼina adjacente à la portion sud-ouest de la route, un accord est survenu en 2013 permettant de compléter le quadrant sud-ouest en 2021. Un dernier segment a finalement ouvert entre les routes 1 et 8 en 2023, quelques 70 ans après les premières présentations des urbanistes de la ville d'une route de ceinture.

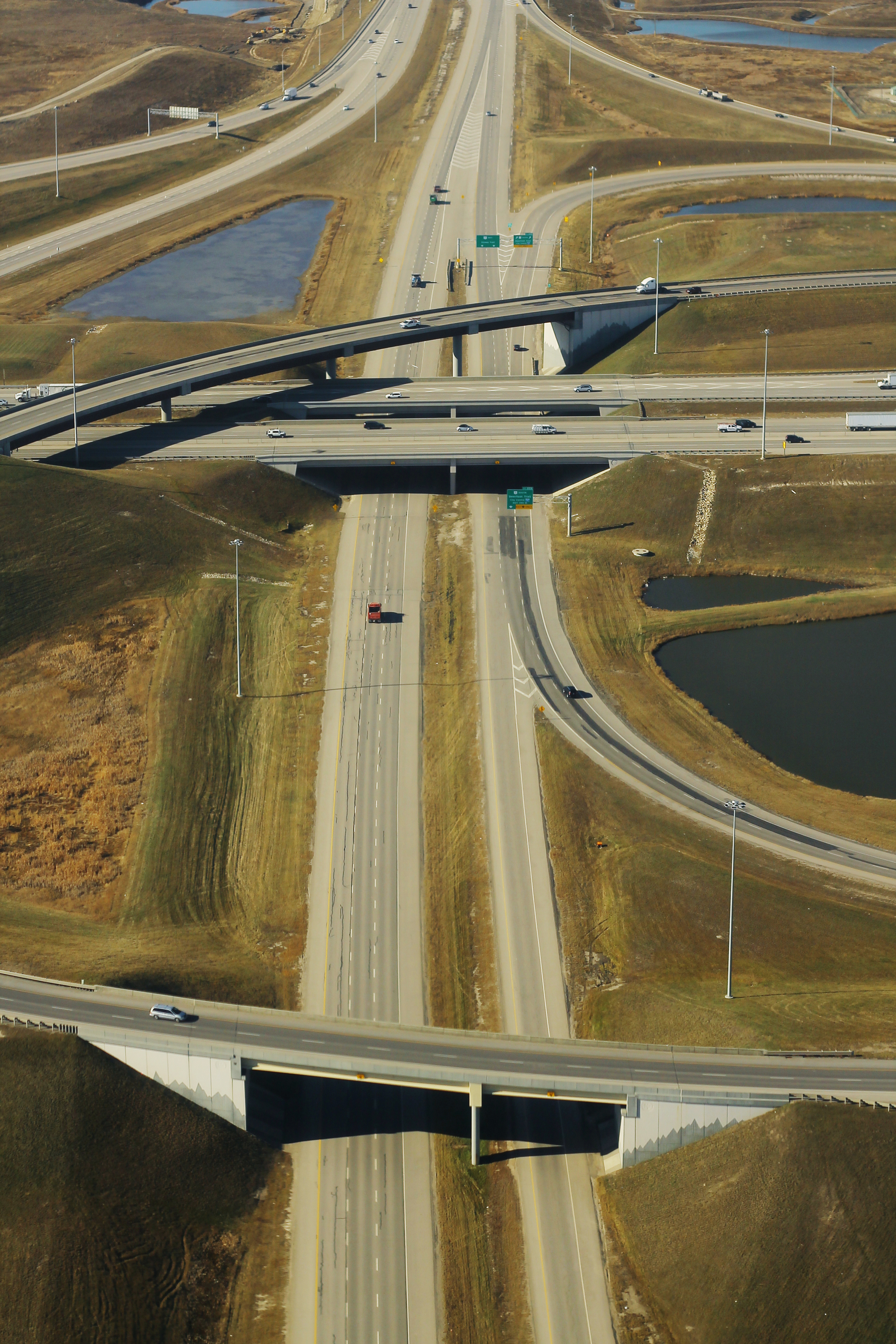
Vue vers l'ouest de Stoney Trail NE à son échangeur avec Deerfoot Trail

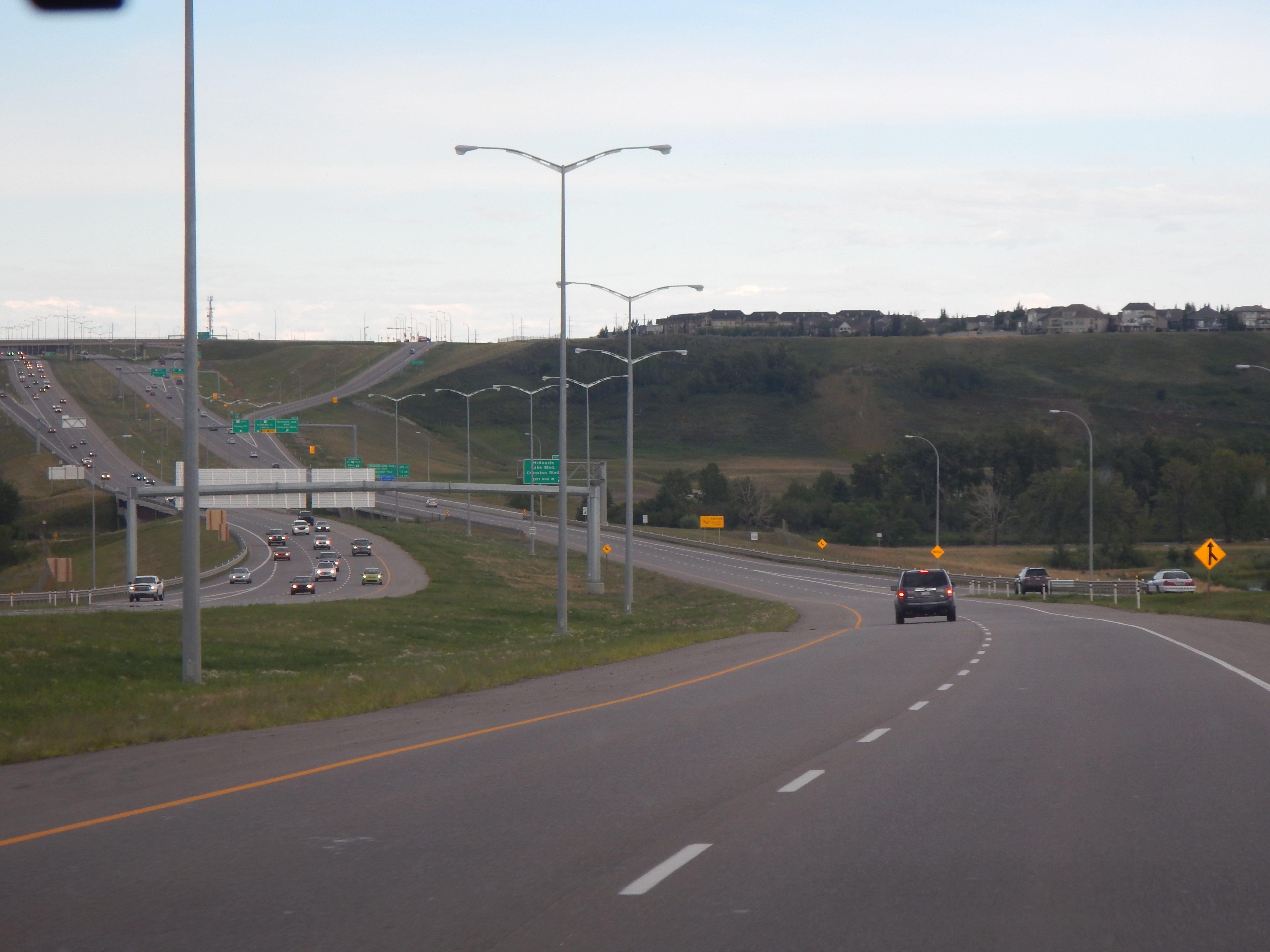
Stoney Trail traversant la rivièreBow au sud de Calgary.

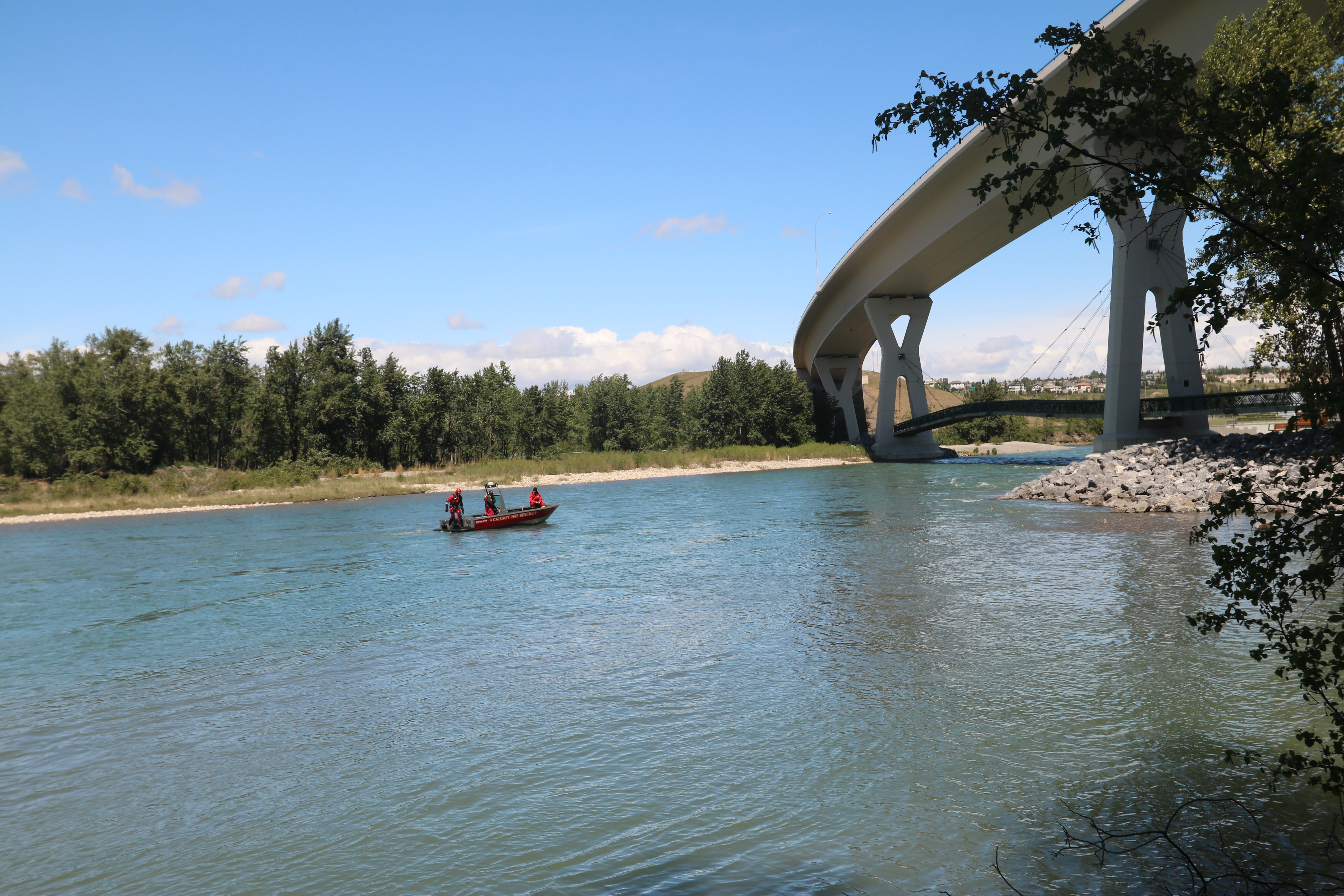
Pont portant la Stoney Trail au-dessus de la rivière Bow près du Parc olympique du Canada

## Liste des sorties
| Ville                                                                        | km          | Sortie                              | Destinations                                              | Notes |
| ---------------------------------------------------------------------------- | ----------- | ----------------------------------- | --------------------------------------------------------- | --- |
| Calgary                                                                      | 0,00        | 101                                 | AB-2 (Deerfoot Trail) – Centre-ville, Lethbridge          | Sortie 234 de l'AB-2; indiqué sortie 101A (sud) et 101B (nord) en direction ouest (sens horaire)                                         |
| Calgary                                                                      | 1,20        | 1                                   | MacKenzie Lake Boulevard / Cranston Boulevard             | Pas d'accès depuis l'AB-201 ouest |
| Calgary                                                                      | 2,50        | Traverse la rivière Bow             | Traverse la rivière Bow                                   | Traverse la rivière Bow |
| Calgary                                                                      | 3,60        | 3                                   | Sun Valley Boulevard / Chaparral Boulevard                | |
| Calgary                                                                      | 5,70        | 5                                   | AB-2A sud (Macleod Trail) – Centre-ville, Lethbridge      | |
| Calgary                                                                      | 6,90        | 7                                   | 6 Street SW / Sheriff King Street                         | Sortie direction est, entrée direction ouest                                                                                             |
| Calgary                                                                      | 8,40        | 8                                   | James McKevitt Road / Spruce Meadows Way – Spruce Meadows | |
| Calgary                                                                      | 10,70       | 9                                   | AB-22X ouest – Bragg Creek                                | Terminus du multiplex avec l'AB-22X; changement directionnel (l'AB-201 ouest devient l'AB-201 nord et l'AB-201 sud devient l'AB-201 est) |
| Calgary                                                                      | 12,10       | 12                                  | 162 Avenue SW                                             | |
| Calgary                                                                      | 13,70       | 13                                  | Fish Creek Boulevard / 146 Avenue SW                      | |
| Calgary                                                                      | 13,70       | Terminus sud de la Tsuut′ina Trail  |                                                           | |
| Limite Calgary–Nation Tsuu T'ina                                             | 14,80       | Traverse Fish Creek                 | Traverse Fish Creek                                       | Traverse Fish Creek |
| Limite Calgary–Nation Tsuu T'ina                                             | 15,60       | 15                                  | 130 Avenue SW / Buffalo Run Boulevard                     | Sortie direction nord, entrée direction sud                                                                                              |
| Limite Calgary–Nation Tsuu T'ina                                             | 17,20       | 17                                  | Anderson Road                                             | |
| Limite Calgary–Nation Tsuu T'ina                                             | 17,20       | 17                                  | Buffalo Run Boulevard                                     | Sortie direction sud, entrée direction nord                                                                                              |
| Nation Tsuu T'ina                                                            | 20,40       | 20                                  | 90 Avenue SW / Southland Drive                            | |
| Nation Tsuu T'ina                                                            | 22,40       | Traverse la rivière Elbow           | Traverse la rivière Elbow                                 | Traverse la rivière Elbow |
| Nation Tsuu T'ina                                                            | 23,40–24,70 | Terminus nord de la Tsuut′ina Trail | Terminus nord de la Tsuut′ina Trail                       | Terminus nord de la Tsuut′ina Trail |
| Nation Tsuu T'ina                                                            | 23,40–24,70 | 22                                  | Tsuut'ina Parkway                                         | |
| Calgary                                                                      | 23,40–24,70 | 22                                  | AB-8 est (Glenmore Trail est) / Sarcee Trail nord         | Terminus sud du multiplex avec l'AB-8 |
| Calgary                                                                      | 23,40–24,70 | 24                                  | Westhills Way / Tsuut'ina Parkway                         | Sortie direction sud, entrée direction nord                                                                                              |
| Calgary                                                                      | 26,30       | 26                                  | 69 Street SW / Discovery Ridge Boulevard                  | |
| Calgary                                                                      | 29,30       | 28                                  | AB-8 ouest – Bragg Creek                                  | Terminus nord du multiplex avec l'AB-8                                                                                                   |
| Calgary                                                                      | 31,30       | 30                                  | 17 Avenue SW                                              | Sortie direction nord, entrée direction sud                                                                                              |
| Calgary                                                                      | 32,90       | 32                                  | Bow Trail                                                 | |
| Calgary                                                                      | 34,50       | 34                                  | AB-563 ouest / Old Banff Coach Road                       | Sortie direction sud, entrée direction nord                                                                                              |
| Calgary                                                                      | 36,00       | 36                                  | AB-1 (16 Avenue NW) – Centre-ville, Banff                 | Sortie 177 de l'AB-1 |
| Calgary                                                                      | 37,10       | Traverse la rivière Bow             | Traverse la rivière Bow                                   | Traverse la rivière Bow |
| Calgary                                                                      | 38,20       | 38                                  | Nose Hill Drive                                           | |
| Calgary                                                                      | 39,60       | 39                                  | Scenic Acres Link / Turcany Boulevard                     | |
| Calgary                                                                      | 41,10       | 41                                  | AB-1A (Crowchild Trail) – Centre-ville, Cochrane          | |
| Calgary                                                                      | 43,30       | 43                                  | Country Hills Boulevard                                   | Changement directionnel (l'AB-201 nord devient l'AB-201 est et l'AB-201 ouest devient l'AB-201 sud)                                      |
| Calgary                                                                      | 46,30       | 46                                  | Sarcee Trail                                              | |
| Calgary                                                                      | 48,10       | 48                                  | Shaganappi Trail                                          | |
| Calgary                                                                      | 49,90       | 50                                  | Beddington Trail / Symons Valley Road                     | |
| Calgary                                                                      | 52,50       | 52                                  | 14 Street NW                                              | |
| Calgary                                                                      | 54,20       | 54                                  | Harvest Hills Boulevard / 1 Street NE                     | |
| Calgary                                                                      | 56,50       | 57                                  | 11 Street NE                                              | |
| Calgary                                                                      | 59,00       | 60                                  | AB-2 (Deerfoot Trail) – Aéroport, Centre-ville, Edmonton  | Sortie 271 de l'AB-2; indiqué sortie 60A (sud) et 60B (nord) en direction ouest (sens anti-horaire)                                      |
| Calgary                                                                      | 61,20       | 62                                  | Métis Trail                                               | |
| Calgary                                                                      | 63,00       | 64r                                 | 60 Street NE                                              | Direction est seulement; changement directionnel (l'AB-201 est devient l'AB-201 sud et l'AB-201 nord devient l'AB-201 ouest)             |
| Calgary                                                                      | 67,20       | 68                                  | AB-564 est / Country Hills Boulevard                      | |
| Calgary                                                                      | 69,20       | 70r                                 | Airport Trail NE                                          | Pas d'entrée en direction nord; futur échangeur complet                                                                                  |
| Calgary                                                                      | 73,60       | 74                                  | McKnight Boulevard                                        | |
| Calgary                                                                      | 76,90       | 78                                  | AB-1 (16 Avenue NE) – Centre-ville, Medicine Hat          | |
| Calgary                                                                      | 80,10       | 81                                  | 17 Avenue SE                                              | |
| Calgary                                                                      | 82,60       | 84                                  | Peigan Trail                                              | |
| Calgary                                                                      | 86,60       | 88                                  | AB-560 est / Glenmore Trail                               | |
| Calgary                                                                      | 90,10       | 91                                  | 114 Avenue SE                                             | |
| Calgary                                                                      | 92,40       | 94                                  | 130 Avenue SE                                             | Futur échangeur; sortie direction sud, entrée direction nord                                                                             |
| Calgary                                                                      | 94,60       | 96                                  | AB-22X est / 88 Street SE                                 | Terminus du multiplex avec l'AB-22X; changement directionnel (l'AB-201 sud devient l'AB-201 ouest et l'AB-201 est devient l'AB-201 nord) |
| Calgary                                                                      | 97,30       | 99                                  | 52 Street SE – South Health Campus                        | |
| Calgary                                                                      | 99,30       | 101                                 | AB-2 (Deerfoot Trail) – Centre-ville, Lethbridge          | Sortie 234 de l'AB-2; indiqué sortie 101A (sud) et 101B (nord) en direction ouest (sens horaire)                                         |
| Calgary                                                                      | 0,00        | 101                                 | AB-2 (Deerfoot Trail) – Centre-ville, Lethbridge          | Sortie 234 de l'AB-2; indiqué sortie 101A (sud) et 101B (nord) en direction ouest (sens horaire)                                         |
| - Terminus de multiplex - Accès incomplet - Transition de route - Non-ouvert |             |                                     |                                                           | |